# Ponary
Ne doit pas être confondu avec Poneriai (en polonais : Ponary), quartier de Vilnius en Lituanie, le théâtre du massacre de Poneriai.
Ponary (en allemand : Ponarien) est un village polonais de la voïvodie de Varmie-Mazurie, situé dans la gmina Miłakowo du powiat d'Ostróda.

## Géographie
Le lieu, entouré de lacs et de forêts, se situe dans l'ouest de la région historique de Prusse (l'ancienne Prusse-Orientale). Il se trouve à 11 kilomètres au sud-ouest de la ville de Miłakowo et à environ 40 kilomètres au nord-ouest d'Olsztyn. 

## Histoire

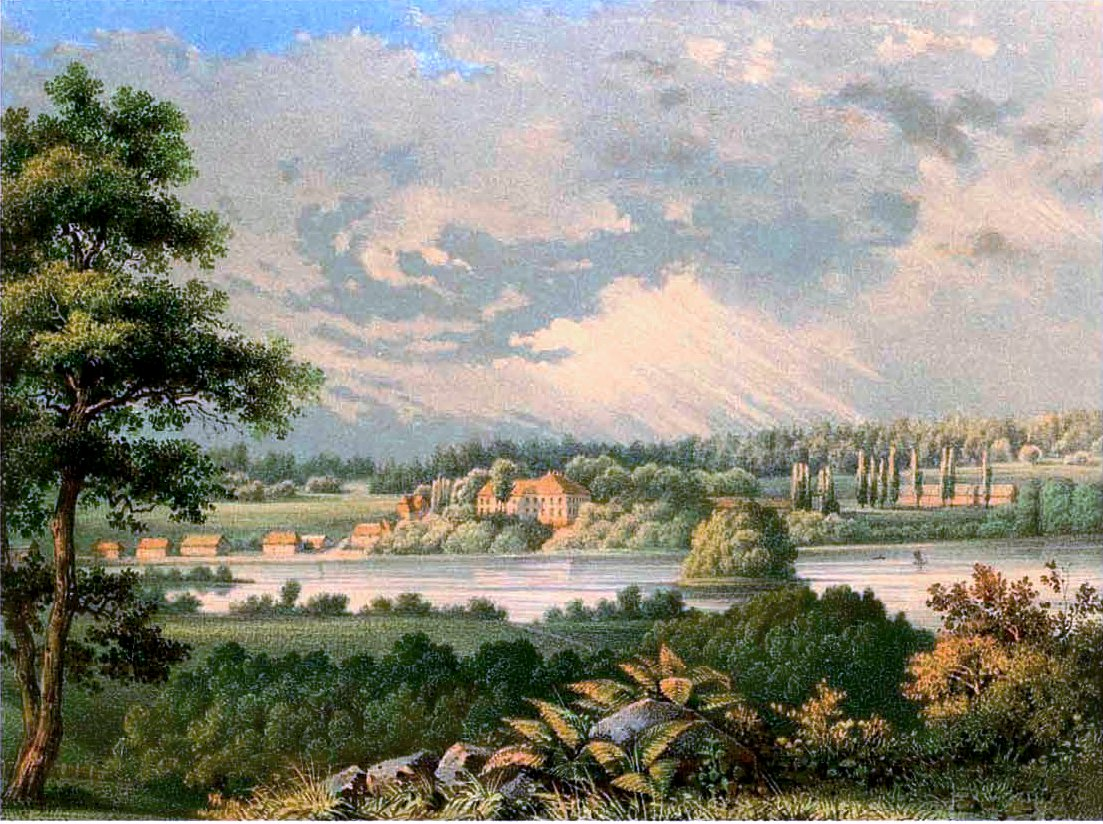
Le cháteau de Ponarien, lithographie d'Alexander Duncker, vers 1870.

Le village de Panarien fut mentionné pour la première fois dans un acte de 1334. À cette époque, les domaines font partie de la commanderie d'Elbing au sein de l'État monastique des chevaliers Teutoniques. Après la sécularisation de l'Ordre en 1525, ils appartenaient au duché de Prusse.
Les fondations du manoir de Ponarien datent du XVIIe siècle. À la suite du congrès de Vienne, la commune de Ponarien fut incorporée dans l'arrondissement de Mohrungen (de) dans le district de Königsberg au sein de la province de Prusse-Orientale. À la fin de la Seconde Guerre mondiale, durant l'offensive de Prusse-Orientale, elle fut conquise par l'Armée rouge et placée sous administration polonaise. La population allemande restante a été expulsée.

## Personnalités liées à la ville
- Arthur von der Groeben (1812-1893), homme politique